# تيمو
تيمو (بالإنجليزية: Temu)‏ هو سوق عبر الإنترنت تديره شركة التجارة الإلكترونية الصينية بيندودو. يقدم الموقع سلعًا بأسعار مخفضة للغاية والتي في الغالب تُشحن إلى المستهلكين مباشرة من الصين.

## نموذج العمل
يسمح تيمو للبائعين المقيمين في الصين بالبيع والشحن مباشرة إلى العملاء دون الحاجة إلى الاعتماد على موزعين وسيطين في بلد الوجهة، مما يجعل المنتجات في متناول الجميع. وذكر بعض البائعين أن تيمو طلب منهم خفض أسعارهم، حتى إلى حد بيع السلع بخسارة. يقدم تيمو سلعًا مجانية لبعض المستخدمين الذين نجحوا في إحالة مستخدمين جدد عبر التسويق بالعمولة ووسائل التواصل الاجتماعي والتلعيب. يمكن إجراء عمليات الشراء عبر الإنترنت على تيمو باستخدام متصفح الإنترنت أو من خلال تطبيق مخصص للهاتف المحمول. تستخدم شركة تيمو حملات إعلانية واسعة النطاق عبر الإنترنت على فيسبوك وإنستغرام.
تطلب شركة تيمو من بائعيها عرض منتجاتهم بأسعار أقل من تلك الموجودة على علي إكسبريس. عندما يعرض العديد من البائعين نفس المنتج، فإن شركة تيمو تسمح فقط بالمنتج الأقل سعرًا. تتم إزالة العناصر التي لا تلبي الحد الأدنى من متطلبات مبيعات تيمو (30 قطعة و90 دولارًا في 14 يومًا) من المنصة.